# Języki Papui-Nowej Gwinei

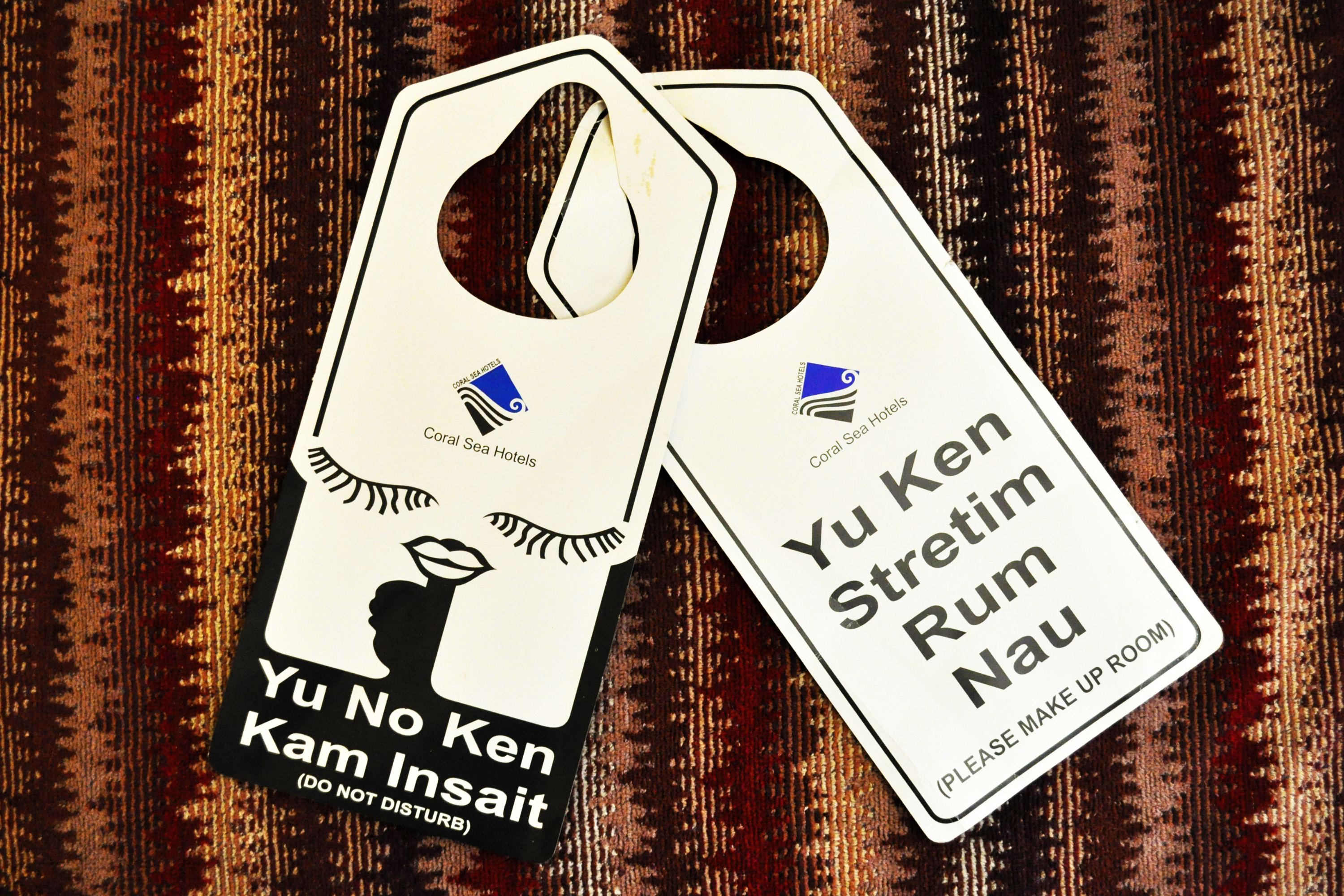
Przykład użycia tok pisin i języka angielskiego

Zgodnie z klasyfikacją SIL na terenie Papui-Nowej Gwinei funkcjonuje 851 języków. Papua-Nowa Gwinea zajmuje pierwsze miejsce na świecie pod względem liczby używanych języków, przy czym większość z nich to języki niezbyt licznych społeczności. Dokładna liczba języków Papui-Nowej Gwinei jest trudna do ustalenia ze względu na mnogość kryteriów definiujących różnicę między dialektem a odrębnym językiem. Podawane liczby języków odnoszą się nie do dialektów, lecz do języków odnotowanych jako odrębne. Nie wszystkie spośród języków Papui-Nowej Gwinei są wzajemnie spokrewnione.
Autochtoniczne języki Papui-Nowej Gwinei rozpatruje się w ramach dwóch grup: austronezyjskiej i papuaskiej (nieaustronezyjskiej). Języki papuaskie zostały wprowadzone przez osadników ludzkich ok. 40 tys. lat temu. Nie mają wspólnego prajęzyka – dzielą się na dziesiątki niespokrewnionych rodzin i szereg izolatów, o niestwierdzonym pokrewieństwie z innymi językami. Języki austronezyjskie, pochodzące z Tajwanu, pojawiły się w tym regionie 3,5 tys. lat temu. W przeciwieństwie do języków papuaskich tworzą zdefiniowaną rodzinę językową, sprowadzającą się do wspólnego przodka. Języki austronezyjskie (ok. 220) występują zasadniczo wyłącznie na terenach nadbrzeżnych oraz na okolicznych wyspach; zwykle są właściwe dla stosunkowo niewielkich grup ludności (w porównaniu do grup austronezyjskich w Indonezji i na Filipinach).
Językami urzędowymi Papui-Nowej Gwinei są angielski, tok pisin i hiri motu. Ponadto w 2015 r. statusem języka urzędowego objęto język migowy (Papua New Guinean Sign Language). Tok pisin należy do języków kreolskich opartych na angielskim. Jest najbardziej rozprzestrzenionym językiem w kraju i stanowi środek komunikacji międzyetnicznej (lingua franca). Hiri motu to ograniczona regionalnie lingua franca południowej części kraju. Hiri motu wywodzi się z austronezyjskiego języka motu, przy czym od lat 70. XX wieku traci na znaczeniu jako lingua franca. Inne języki kontaktów międzyetnicznych to m.in.: dobu, suau, kâte, boiken (o znacznie mniejszym znaczeniu niż tok pisin). Spośród autochtonicznych języków kraju największą liczbę użytkowników mają papuaskie enga, chimbu i melpa czy też austronezyjski tolai.